# Comuna Andrianopil, Perevalsk
Andrianopil (în ucraineană Андріанопіль) este o comună în raionul Perevalsk, regiunea Luhansk, Ucraina, formată din satele Andrianopil (reședința) și Timireazieve.

## Demografie
Componența lingvistică a comunei Andrianopil
     Ucraineană (83,81%)
     Rusă (15,75%)
     Alte limbi (0,22%)
Conform recensământului din 2001, majoritatea populației comunei Andrianopil era vorbitoare de ucraineană (83,81%), existând în minoritate și vorbitori de rusă (15,75%).